# Nersingen

Wapen van Nersingen

Nersingen is een gemeente in de Duitse deelstaat Beieren, gelegen in het Landkreis Neu-Ulm. De gemeente telt 9.490 inwoners.

## Geografie
Altheim heeft een oppervlakte van 24,27 km² en ligt in het zuiden van Duitsland.
Altenstadt ·
Bellenberg ·
Buch ·
Elchingen ·
Holzheim ·
Illertissen ·
Kellmünz a.d.Iller ·
Nersingen ·
Neu-Ulm ·
Oberroth ·
Osterberg ·
Pfaffenhofen a.d.Roth ·
Roggenburg ·
Senden ·
Unterroth ·
Vöhringen ·
Weißenhorn